# Eulasiopalpus obscurus
Eulasiopalpus obscurus là một loài ruồi trong họ Tachinidae.